# Federale rechterlijke macht van de Verenigde Staten
De federale rechterlijke macht van de Verenigde Staten heeft betrekking op de organisatie van de rechtbanken die federale rechtszaken behandelen. Dit rechtssysteem heeft dus enkel betrekking op federale rechtszaken; daarnaast heeft elk van de 50 staten zijn eigen rechtssysteem.
De federale wetten vormen de United States Code.

## Rechtbanken

Kaart van de circuits en de districtsrechtbanken

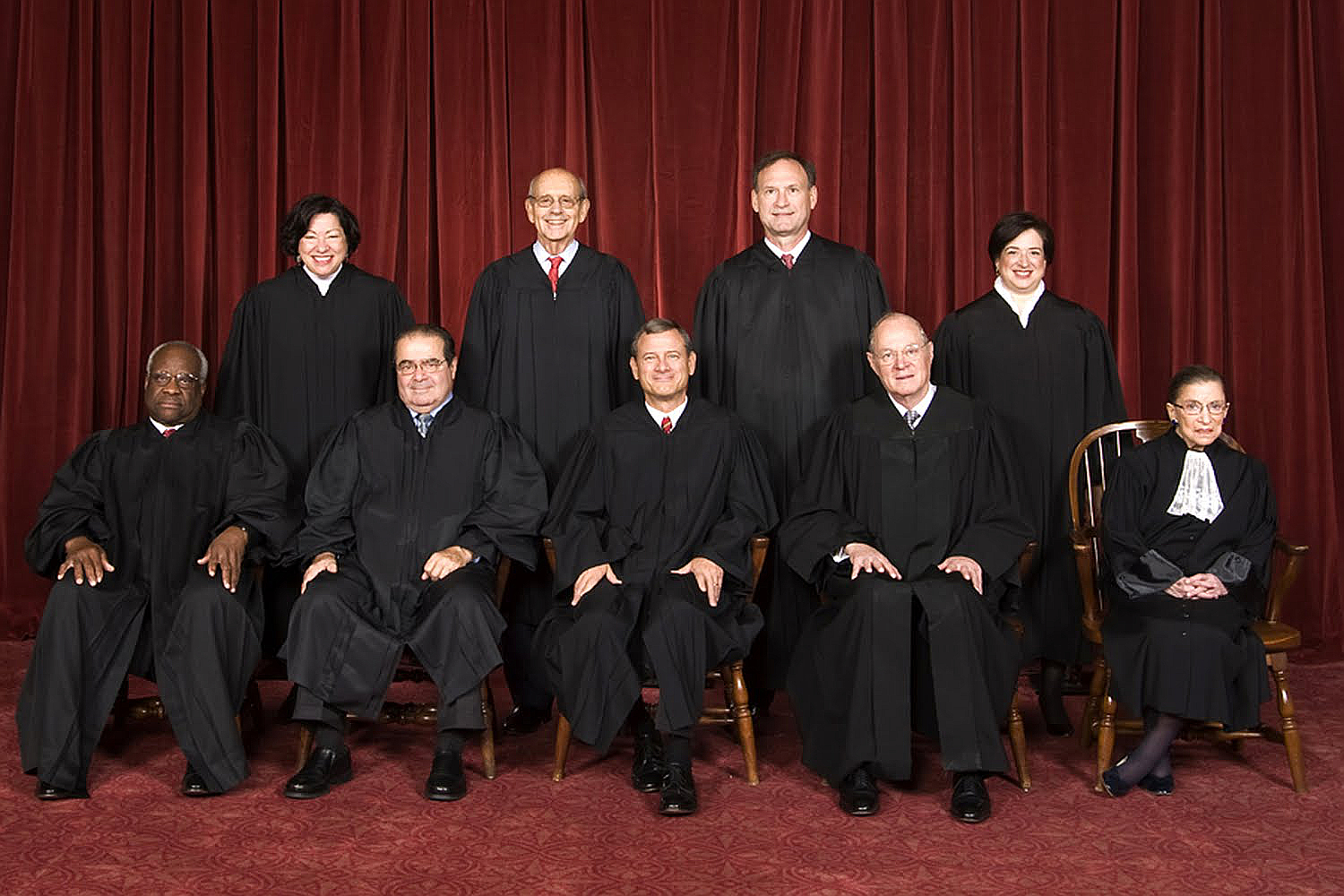
Het Amerikaanse Hooggerechtshof in 2010

De Grondwet van de Verenigde Staten maakt enkel vermelding van het Hooggerechtshof; de rest van het systeem wordt georganiseerd door de wetten die het Amerikaans Congres maakt.
Het federale rechtssysteem is in drie lagen verdeeld:
- Bovenaan het Hooggerechtshof (United States Supreme Court)
- Tussenin de hoven van beroep (United States Courts of Appeals), ingedeeld in 13 circuits
- In eerste aanleg de 94 districtsrechtbanken (United States District Courts)

Hieronder volgt een overzicht van de elf circuits met telkens de staten waarover het circuit jurisdictie heeft. Een staat valt samen met een district, tenzij anders aangeduid wanneer een staat is ingedeeld in meerdere districten. Naast deze elf circuits is er een circuit voor het District of Columbia en nog een federaal circuit dat jurisdictie heeft over specifieke onderwerpen. De circuits linken steeds naar het betreffende Hof van Beroep. 
- 1e circuit (met hoofdzetel in Boston): Maine, Massachusetts, New Hampshire, Rhode Island en Puerto Rico
- 2e circuit (met hoofdzetel in New York): Connecticut, New York (4 districten) en Vermont
- 3e circuit (met hoofdzetel in Philadelphia): Delaware, New Jersey en Pennsylvania (3 districten)
- 4e circuit (met hoofdzetel in Richmond): Maryland, North Carolina (3 districten), South Carolina, Virginia (2 districten) en West Virginia (2 districten)
- 5e circuit (met hoofdzetel in New Orleans): Louisiana (3 districten), Mississippi (2 districten) en Texas (4 districten)
- 6e circuit (met hoofdzetel in Cincinnati): Kentucky (2 districten), Michigan (2 districten), Ohio (2 districten) en Tennessee (3 districten)
- 7e circuit (met hoofdzetel in Chicago): Illinois (3 districten), Indiana (2 districten) en Wisconsin (2 districten)
- 8e circuit (met hoofdzetel in Saint Louis): Arkansas (2 districten), Iowa, Minnesota (2 districten), Missouri (2 districten), Nebraska, North Dakota en South Dakota
- 9e circuit (met hoofdzetel in San Francisco): Alaska, Arizona, Californië (4 districten), Idaho, Hawaï, Montana, Nevada, Oregon en Washington (2 districten)
- 10e circuit (met hoofdzetel in Denver): Colorado, Kansas, New Mexico, Oklahoma (3 districten), Utah en Wyoming
- 11e circuit  (met hoofdzetel in Atlanta): Alabama (3 districten), Florida (3 districten) en Georgia (3 districten)
- Circuit van het District of Columbia: District of Columbia
- Federaal circuit: rechtszaken met betrekking tot patenten, bepaalde federale overheidsdiensten, et cetera.

## Rechters
De President van de Verenigde Staten nomineert kandidaat-rechters, die ter goedkeuring aan de Senaat moeten worden voorgedragen. Eens goedgekeurd zijn ze benoemd voor het leven, tenzij ze zelf aftreden, veroordeeld zijn of afgezet (impeached) worden. Dit is anders dan bij de meeste deelstatelijke rechtssystemen, waar rechters moeten (her)verkozen worden.
Bij de benoeming van rechters van hoven van beroep, maar vooral bij die van het Hooggerechtshof, speelt in de praktijk de politieke overtuiging en ideologie van de kandidaat-rechter een grote rol. Een Democratische of Republikeinse president zal dus eerder een rechter voordragen die dicht staat tegen zijn ideologie.